# Programme de comparaison internationale
Pour les articles homonymes, voir PCI.
Le Programme de comparaison internationale, ou PCI, est une initiative statistique mondiale majeure. Elle vise à établir des comparaisons de prix au niveau international, des grandeurs économiques globales en termes réels, ainsi que des estimations de parités de pouvoirs d’achats (PPA).
Un Bureau mondial du PCI, hébergé depuis 1993 par la Banque mondiale, a été chargé par la communauté statistique internationale de coordonner globalement ce programme mis en œuvre par les organes de statistiques nationaux, sous la direction générale et la coordination d'agences régionales (quatre régions : Afrique, Asie, Commonwealth des états indépendant, Amérique latine et Caraïbes) et de l'association entre Eurostat et l'OCDE pour une cinquième région : EUROSTAT/OCDE.

## Historique
Créé en 1968 et soutenu financièrement par la Fondation Ford et la Banque mondiale, le programme était originellement une entreprise commune des Nations unies et de l’Unité des comparaisons internationales de l’Université de Pennsylvanie.
Débutant sur une petite échelle en 1970 par un projet cherchant à établir des comparaisons entre seulement 10 pays, sa montée en charge a permis d'effectuer d’autres comparaisons internationales : en 1975, 1980, 1985, 1990 (partielles), 1993 et 2005. À l'occasion de la série 1993, le PCI avait pris l’envergure d’un programme véritablement mondial, la couverture étant passée des 10 pays de 1970 à 118 pays, et il couvrait toutes les régions du monde. En étroite collaboration, l’OCDE et l’Office statistique des Communautés européennes (Eurostat), ont poursuivi le recueil de données relatives aux prix afin d’estimer les PPA de leurs États membres, sur un cycle triennal pour les pays de l'OCDE et annuel pour ceux de l'Union européenne.
Depuis la campagne 2005, le rythme retenu pour les comparaisons globales est de 6 années.